# Jurij Marussig
Jurij Marussig, pesnik in pedagog se je rodil 2. maja 1966 v Ljubljani. Po končani srednji šoli se je vpisal na fakulteto za elektrotehniko v Ljubljani, a se je kasneje preusmeril na Pedagoško fakulteto v Ljubljani. Diplomiral je iz fizike in tehnike ter se zaposlil na osnovni šoli. S študijem je kasneje nadaljeval na Pedagoški fakulteti v Kopru, kjer je magistriral iz inkluzivne pedaogogike. Zdaj se ukvarja z mladimi s posebnimi potrebami. V svojem petindvajsetletnem literarnem ustvarjanju je izdal osem pesniških zbirk in sicer: Morje (1995), Šepetanja korenin (1999), Vonj po suhi travi (2002), Mavrični šal (2005), Marussine (2009), Marussine (prevod v srbski jezik, Novi Sad, 2010), Si to ti, mama? (2014), Večerna luna (zbirka haig, 2020). Poleg pesniških zbirk je izdal tri zbirke pravljic in sicer: Avtomobil v bolnišnici (2002), Črkovnjak (2006) ter Pravljie iz Mavrice (2009). S svojimi literarnimi deli je aktivnem v KUD Jarem, kjer je tudi lutkar. Dela predstavlja po različnih literatnih srečanjih in kot samostojni avtor. Riše tudi haige in se preizkuša v različnih likovnih tehnikah. Vsako leto sodeluje na različnih literarnih natečajih ter na tradicionalnem večeru plesa, petja in poezije v Žužemberku, katerega pobudnika sta bila pred petindvajsetimi leti prav on in literarni ustvarjalec Vlado Kostevc, tamkajšnji predsednik turističnega društva Žužemberk.
Aprila 2022 je izšel njegov roman z naslovom Mreža pri založbi Primus. 